# European Psychiatry
European Psychiatry (skrót: Eur Psychiatry) – francuskie, anglojęzyczne czasopismo naukowe specjalizujące się w publikowaniu oryginalnych badań dotyczących psychiatrii i zdrowia psychicznego; wydawane od 1991 roku. Oficjalny organ European Psychiatric Association (EPA) – największego międzynarodowego stowarzyszenia psychiatrów w Europie. W ciągu roku ukazuje się 8 wydań.
W czasopiśmie publikowane są tylko oryginalne prace (z etapu przedklinicznego i klinicznego) dotyczące etiologii, patofizjologii i leczenia zaburzeń psychicznych. Nie są publikowane recenzje książek, opisy przypadków, komunikaty lub listy. Czasopismo wymaga stosowania w publikacjach terminologii zgodnej z Neuroscience-based Nomenclature (NbN). Kwestie wydawniczo-techniczne tytułu leżą w gestii koncernu Elsevier. Redaktorami prowadzącymi są: Andrea Fiorillo (Włochy), Sophia Frangou (USA) oraz Reinhard Heun (Wielka Brytania).
Pismo ma współczynnik wpływu impact factor (IF) wynoszący 4,129 (2017) oraz wskaźnik Hirscha równy 82 (2017). W międzynarodowym rankingu SCImago Journal Rank (SJR) mierzącym znaczenie i prestiż poszczególnych czasopism naukowych „European Psychiatry” zostało w 2017 sklasyfikowane na 51. miejscu wśród czasopism z dziedziny psychiatrii i zdrowia psychicznego.
W polskich wykazach czasopism punktowanych przez Ministerstwo Nauki i Szkolnictwa Wyższego publikacja w tym czasopiśmie otrzymywała w latach 2013–2016 po 30-35 punktów.
Artykuły publikowane w tym czasopiśmie indeksowane są w: Current Contents/Clinical Medicine, Research Alert, SciSearch, BIOSIS, CNRS/Pascal, EMBASE, PsycINFO, Current Contents/Social & Behavioral Sciences, Science Citation Index, Scopusie oraz Research4Life (Hinari).